# Torneo di Wimbledon 1951
Il Torneo di Wimbledon 1951 è stata la 65ª edizione del Torneo di Wimbledon e terza prova stagionale dello Slam per il 1951.
Si è giocato sui campi in erba dell'All England Lawn Tennis and Croquet Club di Wimbledon a Londra, in Gran Bretagna. 

## Campioni

### Senior

#### Singolare maschile
Dick Savitt ha battuto in finale  Ken McGregor con il punteggio di 6–4, 6–4, 6–4.

#### Singolare femminile
Doris Hart ha battuto in finale  Shirley Fry Irvin con il punteggio di 6–1, 6–0.

#### Doppio maschile
Ken McGregor /  Frank Sedgman hanno battuto in finale  Jaroslav Drobný /  Eric Sturgess con il punteggio di 3–6, 6–2, 6–3, 3–6, 6–3.

#### Doppio femminile
Shirley Fry /   Doris Hart hanno battuto in finale  Louise Brough /  Margaret duPont con il punteggio di 6–3, 13–11.

#### Doppio misto
Doris Hart /  Frank Sedgman hanno battuto in finale  Nancye Wynne Bolton /  Mervyn Rose con il punteggio di 7–5, 6–2.

### Junior

#### Singolare ragazzi
Johann Kupferburger ha sconfitto in finale  Kamel Moubarek con il punteggio di 8–6, 6–4.

#### Singolare ragazze
Lorna Cornell ha sconfitto in finale  Silvana Lazzarino con il punteggio di 6–3, 6–4.